# 2003 SR317
2003 SR317, também escrito como 2003 SR317, é um objeto transnetuniano que está localizado no Cinturão de Kuiper, uma região do Sistema Solar. Este corpo celeste é classificado como um plutino, pois, o mesmo está em uma ressonância orbital de 2:3 com o planeta Netuno. Ele possui uma magnitude absoluta de 7,1 e tem um diâmetro estimado com 146 km.

## Descoberta
2003 SR317 foi descoberto no dia 25 de setembro de 2003.

## Órbita
A órbita de 2003 SR317 tem uma excentricidade de 0,164 e possui um semieixo maior de 39,290 UA. O seu periélio leva o mesmo a uma distância de 32,853 UA em relação ao Sol e seu afélio a 45,728 UA.